# 扁蚜科
扁蚜科（学名：Hormaphididae）是蚜總科下的一個科。 該科生物在世界上已發現43属215種，其中有將近一半發現於中國。其所有成員均為破壞嚴重的農業害蟲，較著名者有居竹舞蚜、甘蔗粉角蚜、林栖粉角蚜、竹密角蚜和居竹伪角蚜等。

## 下级分类
本科包括以下属：
- 刺额扁蚜属 Astegopteryx Karsch, 1890
- Atarsaphis Takahashi, 1958
- 坚蚜属 Cerataphis Lichtenstein, 1882
- 圆尾扁蚜属 Ceratoglyphina van der Goot, 1917
- Hamamelistes Shimer, 1867
- Hormaphis Osten-Sacken, 1861
- 角扁蚜属 Pseudoregma Doncaster, 1966
- Schizoneuraphis van der Goot, 1917